# Bình Trị Đông
Bình Trị Đông là một phường thuộc Thành phố Hồ Chí Minh, Việt Nam.

## Địa lý
Phường Bình Trị Đông nằm ở phía bắc quận Bình Tân cũ, có vị trí địa lý:
- Phía đông giáp các phường Phú Thạnh (Quận Tân Phú cũ) và phường Phú Lâm (Quận 6 cũ)
- Phía tây giáp phường Bình Tân.
- Phía nam giáp các phường An Lạc và phường Tân Tạo.
- Phía bắc giáp phường Bình Hưng Hòa.

Phường có diện tích 7,15 km², dân số năm 2025 là khoảng 165.142 người, mật độ dân số đạt khoảng 23.098 người/km².

## Lịch sử
Dưới thời Pháp thuộc, Bình Trị Đông là một làng thuộc tổng Long Hưng Thượng, quận Trung Quận (còn được gọi là quận Gò Đen), tỉnh Chợ Lớn.
Sau năm 1956, các làng được gọi là xã. Vào năm 1957, chính quyền Việt Nam Cộng hòa giải thể tỉnh Chợ Lớn và sáp nhập phần lớn quận Gò Đen cũ (gồm ba tổng Long Hưng Thượng, Long Hưng Trung và Tân Phong Hạ) vào tỉnh Gia Định để thành lập quận Bình Chánh, xã Bình Trị Đông thuộc quận Bình Chánh.
Sau năm 1975, Bình Trị Đông là một xã thuộc huyện Bình Chánh, Thành phố Hồ Chí Minh.
Ngày 12 tháng 9 năm 1981, Hội đồng Bộ trưởng ban hành Quyết định 67-HĐBT. Theo đó, sáp nhập 251 ha diện tích tự nhiên của xã An Lạc vừa giải thể vào xã Bình Trị Đông.
Ngày 5 tháng 11 năm 2003, Chính phủ ban hành Nghị định 130/2003/NĐ-CP. Theo đó:
- Thành lập quận Bình Tân trên cơ sở tách thị trấn An Lạc và 3 xã: Bình Hưng Hòa, Bình Trị Đông và Tân Tạo thuộc huyện Bình Chánh
- Giải thể xã Bình Trị Đông để thành lập 3 phường Bình Trị Đông, Bình Trị Đông A và Bình Trị Đông B thuộc quận Bình Tân.

Sau khi thành lập năm 2003, phường Bình Trị Đông có 346,20 ha diện tích tự nhiên và 24.214 người.
Ngày 16 tháng 6 năm 2025, Uỷ ban Thường vụ Quốc hội đã ban hành nghị quyết 1685/NQ-UBTVQH15 . Theo đó, sắp xếp toàn bộ diện tích tự nhiên, quy mô dân số của phường Bình Trị Đông, một phần diện tích tự nhiên, quy mô dân số của phường Bình Hưng Hòa A và phần còn lại của phường Bình Trị Đông A sau khi sắp xếp theo quy định tại khoản 38 của Điều này thành phường mới có tên gọi là phường Bình Trị Đông.
Sau khi thành lập, phường Bình Trị Đông có diện tích 7,15 km², dân số năm 2025 là khoảng 165.142 người, mật độ dân số đạt khoảng 23.098 người/km².